# 倫敦國王十字車站
国王十字車站（英語：King's Cross Railway Station）是在1852年啟用的大型铁路终点站，位于伦敦市中心的国王十字地区，在卡姆登区与伊斯林顿区的交界线靠卡姆登区一侧。由A501、尤斯顿路和约克路连接。
国王十字車站是英国铁路干线東海岸主線的南端终点站。它的西侧紧靠着欧洲之星国际列车的终点站——聖潘克拉斯車站。这两个车站以伦敦地铁的国王十字圣潘可拉斯站作為共同的聯外地鐵站。

## 周边
在国王十字站的西边，紧接着就是圣潘可拉斯站、新不列颠图书馆和尤斯顿站。这些建筑之间仅仅是几分钟的步行距离。
2007年11月14日，重建之后的圣潘可拉斯站代替滑铁卢国际车站成为1号高速铁路在伦敦的新终点站。欧洲之星列车经停于里尔欧洲站、巴黎北站和布鲁塞尔南站。从2009年开始，英国国内的东南铁路公司将在肯特的1号高速铁路上设置新的一站。
近几年，很多重建工程在这个区域开工，一些新的酒店已经投入使用，写字楼仍在建设当中。

## 线路
国王十字站有很多开往英格兰及苏格兰的东部和北部的线路，连接很多大城市，例如剑桥、彼得伯勒、赫尔河畔金斯顿、唐克斯特、利兹、约克、纽卡斯尔、爱丁堡、格拉斯哥、邓迪、阿伯丁和因弗内斯。
现在有四家铁路公司运营开往主线车站列车的业务。
- 东海岸国家快速列车公司：在东海岸主干线通往彼得伯勒、唐克斯特、利兹、韦克菲尔德、约克、达灵顿、达勒姆、纽卡斯尔中心站、爱丁堡韦弗利站、格拉斯哥中心站、邓迪、阿伯丁和因弗内斯的城际列车。这个公司还计划在2010年增加开往林肯中心站。东海岸国家快速列车公司是国王十字站的“主运营商”。
- 第一首都连接铁路公司：开往北伦敦、赫特福德郡、贝德福德郡和剑桥郡的郊区和地区线路。
- 第一赫尔火车公司：经东海岸主干线开往赫尔的城际列车。和它的姊妹公司不同，第一赫尔火车公司没有列车运营公司的特权，但在“开放线路”协议下运营。
- 大中心铁路公司：开往北约克郡、达勒姆县和桑德兰的城际列车。列车也通过东海岸主干线，这个公司同样是“开放线路”运营商。

## 历史
国王十字站最初是被设计建设用于大北线铁路的伦敦中转站和东海岸主干线的终点站。它是由路易斯·库比特设计，从1851年到1852年二年之内建成的，原址是以前的一間天花医院。车站的主建筑包括现在的1号到8号站台，与1852年10月14日投入使用。它取代了1850年8月8日投入使用的临时终点站麦登路站。
站台曾被多次重新分配；原来只有1个出发月台和1个到达月台（在现在的1号到8号站台之中），两个月台中间的地方用作货场。后来，由于市郊交通的增长，在预留的位置增加了一个非常不壮观的站台建筑。第二个建筑从那时开始使用，包括现在的9号到11号站台（小說哈利波特中假想的9¾站台也就在这）。
1996年铁路私有化之后，车站的快速列车业务被GNER获得；尽管它在2005年成功地再次出价购买，但它还是在2006年12月被要求交出运营权。现在的运营商东海岸国家快速列车公司在由一个协议授权GNER运营的过渡期后，于2007年12月9日得到了运营权。
傳說国王十字站是在布迪卡最后战斗的遗址上修建的，或有說遺址可能埋在了第8、第9或第10站台站台下面。车站下面还有布迪卡的阴魂作祟的通道。
1987年在邻近的国王十字圣潘可拉斯地铁站发生了著名的国王十字站大火，导致31人死亡。该站正在进行大型的重修工程（受到大火之后新闻报道的部分影响）。1期工程已于2006年竣工，2期工程预计于2011年完成。
“国王十字”的原意是纪念英王乔治四世。
1972年，英国铁路设计的一个一层的扩建建筑完工。虽然这个建筑是临时建筑，但是三十多年之后仍在使用。很多人认为这个建筑不太漂亮，因为这个建筑破坏了车站这个I级建筑的外观。在这个建筑开工之前，车站的正面已经被商店林立的小型台地挡住了。规划中车站西侧的售票大厅和候车区域建成的时候，这个临时建筑将被拆除，使路易斯·库比特的建筑全貌再次显示在众人面前。
1973年9月10日12时24分，临时爱尔兰共和军用炸弹袭击了订票大厅，导致大范围的破坏，以及6人受伤，其中部分人伤势严重。一个青年在没有警告车站的情况下，将3磅重的爆炸装置扔进了车站。这个青年混进了人群，至今没有被逮捕。 
后来，国王十字站一部分成为了中间停靠站。从南边芬斯布里公园来的市郊火车由最东边的国王十字约克铁路驶来，进站停靠之后延约克铁路的弯道进入城市宽线，开往法灵顿、巴贝肯和摩门。在另一个方向，来自摩门的列车从宽线经酒店弯道进入主线。这些列车在1976年8月改走北城市线。

## 修复工程
2005年，英国铁路网公司宣布了一个4亿英镑的修复计划，这个计划在2007年11月9日由卡姆登议会批准。车站计划把车站的弓形屋顶完全修复，把1972年增筑的建筑完全拆除，改造成一个露天广场。 车站西边，大北方酒店后边，将拆除一些附属建筑，建设一个一个半圆形的候车大厅，计划于2012年竣工。它将代替目前使用的的1972年临时建筑、购物区、东海岸国家快速列车公司的售票处，提供更方便的城际列车和市郊列车间的换乘，就像现在的圣潘可拉斯站。还有对周边全面改造的国王十字中心计划，将在来自两个车站的铁道之间和后面建设近2000个新的住宅，逾480000m²的写字楼和新的道路。这个计划备受争议，因此在 当地的网站 上有对新设计好处的详细解说。

## 国王十字圣潘克拉斯地铁站
国王十字圣潘克拉斯站是伦敦通过线路数最多的地铁站，因此它也是伦敦地铁最繁忙的车站。它接受来自国王十字和圣潘可拉斯两个火车站的人流。该站位于倫敦第1收費區。

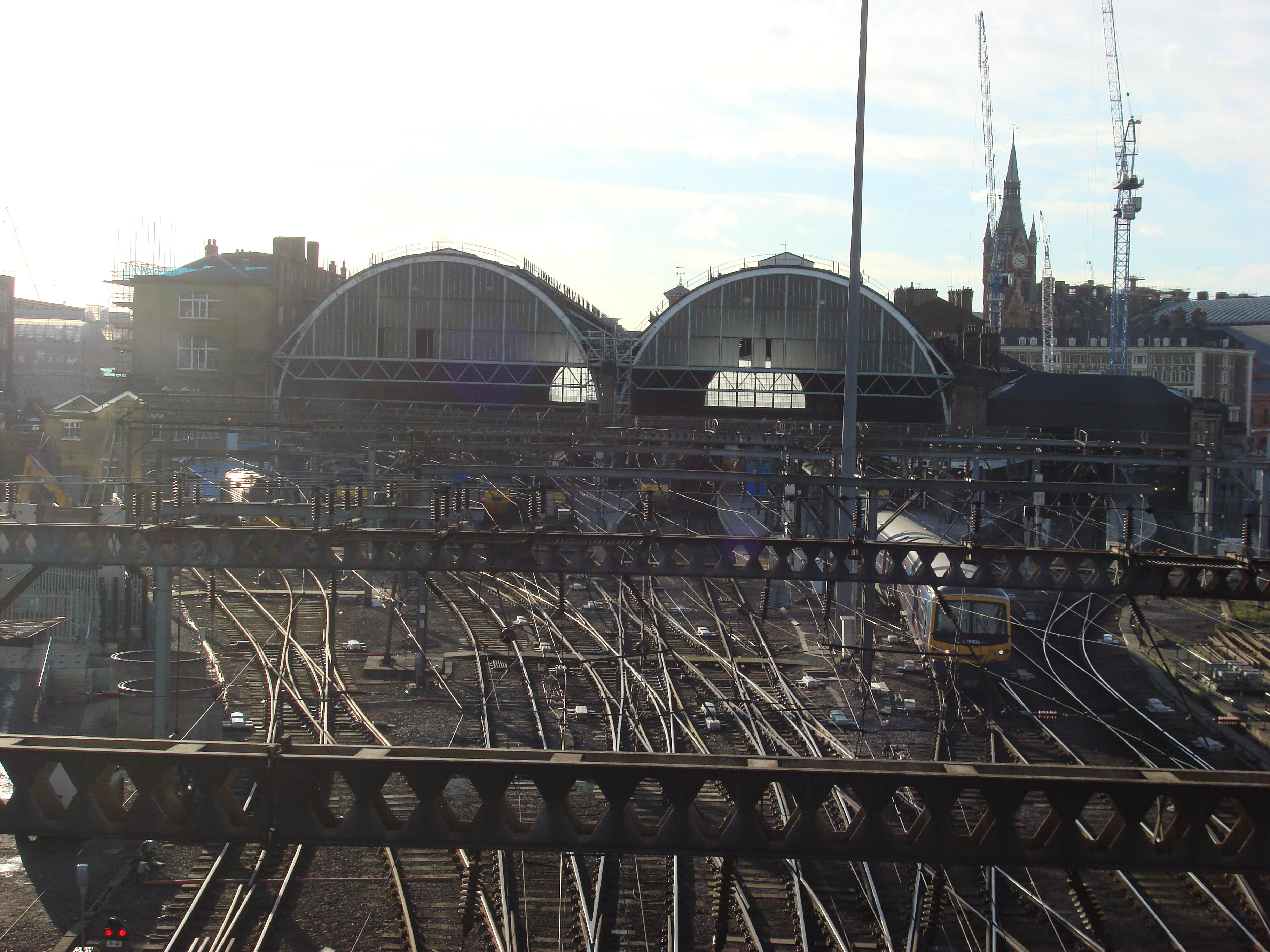
从北面看国王十字火车站

车站通过多个出入口同伦敦地铁的两个新票务大厅连接，但车站需要防止拥挤现象。 在工作日的早高峰时间，车站因过度繁忙而关闭国王十字站和伦敦地铁主票务大厅间的出入口。这时乘客需要从国王十字站外的新出入口进入国王十字圣潘可拉斯站。在早高峰期间，员工们会在这个入口进行“人流疏导”，或是限制或关闭入口。控制这个出入口的原因是国王十字圣潘可拉斯站的其他出入口都不能关闭。

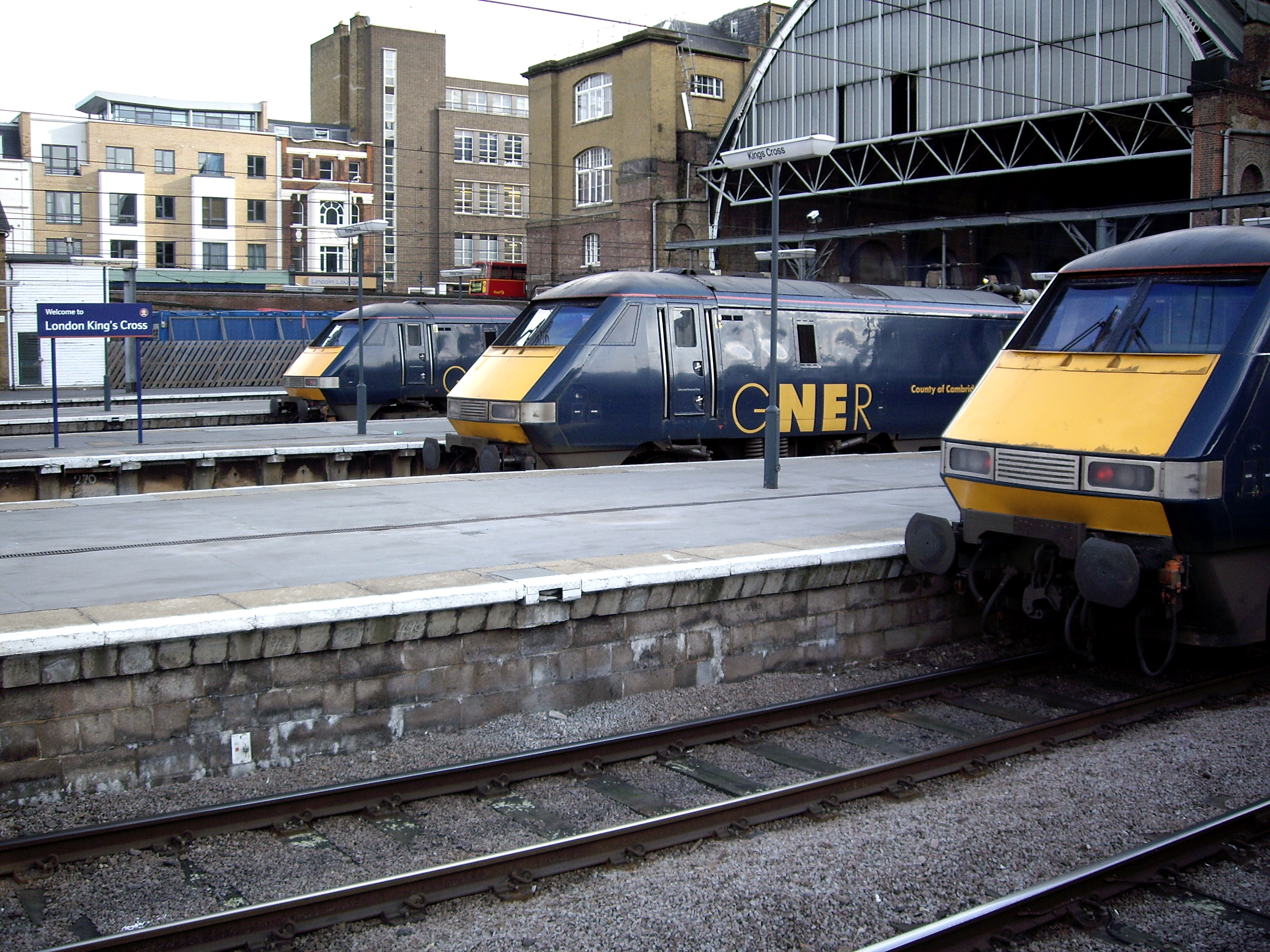
2006年1月三辆GNER公司的城际225列车在国王十字站排成一列。

## 电影中的国王十字站

### 宠物店男孩
在尼尔·坦南特和克里斯·洛的MV——西区姑娘（West End Girls）（1985）和租借（Rent）（1987）中，国王十字站被用作背景。在西区姑娘的MV中他们随着音乐的播放在绕着候车大厅走。在租借的MV中，这个候车大厅的出发/到达指示板前是克里斯·洛和玛琪·克拉克的见面地点，这个MV背景里也可以看到“工程影响车站运营”的提示牌，当时（1987年）车站正在进行铁路的现代化工程。目前仍不清楚国王十字站是否封站以拍摄MV，不过看起来根本没有封站。尼尔·坦南特在车站外的出租车区停车等候，扮演了玛琪·克拉克的出租车司机。

国王十字站在宠物店男孩1988年发行的长篇电影这不可能在这里发生（It Couldn't Happen Here）多次出现。

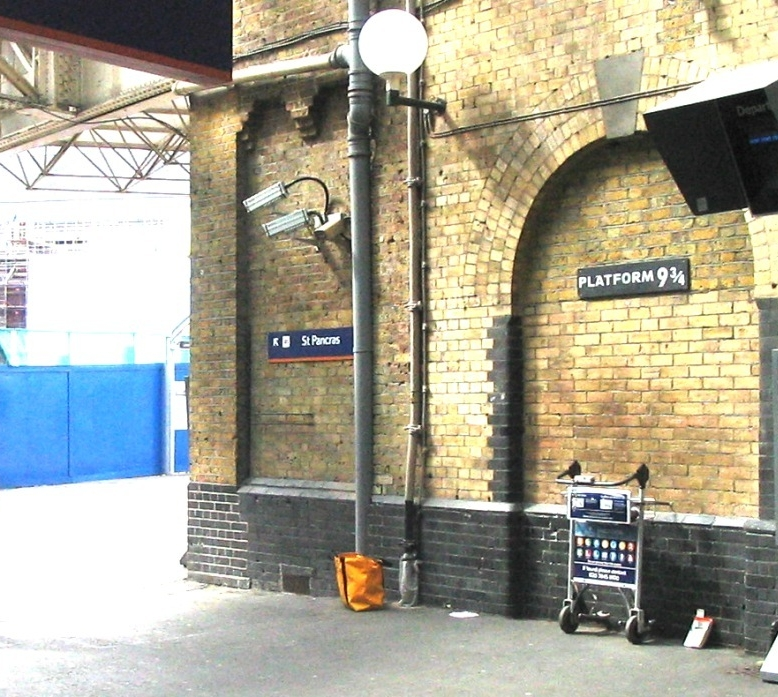
国王十字站9¾站台的标志有时候会因游客和哈迷停下来拍照或是尝试推行李车穿墙而导致拥挤。

### 哈利·波特
国王十字站是J·K·罗琳的《哈利·波特》系列故事书的标志之一。这个车站是霍格沃茨特快列车的始发站。此列车使用秘密的9¾站台，进入这个站台需穿过9号站台和10号站台之间的分隔砖墙。
不幸的是，9号站台和10号站台位于与车站主体分离的建筑内；而且将这两个站台分开的不是一道墙，而是两条铁道。罗琳有意地将这个地点选在了车站的主体部分，但是她记错了站台的编号。在2001年的一次采访中，罗琳说她把国王十字車站与尤斯頓車站搞混了，但事实是尤斯顿站的9号和10号站台也是被2条铁道分开的。
在哈利·波特的电影拍摄过程中，车站的场景是在主车站的4号和5号站台拍摄的，剧组把站台号码改成了9和10。电影哈利·波特－消失的密室使用了圣潘可拉斯站的外景，因为剧组认为它的哥德式外观比真正的国王十字车站的外观给人更深刻的印象。
当第一部电影上映的时候，9号站台和10号站台外的地面上铺设了大型标志，指示霍格沃茨特快列车。这些标志不久被拆除了。在国王十字车站9号和10号站台所在的附属建筑内，竖立着一个铸铁的“9¾站台”的标志。半辆行李手推车也被装在了标志的下方：手推车靠近通道的一半是可以看见的，而另一半似乎穿过墙壁消失了。
“国王十字”是哈利波特—死神的聖物第35章的标题。在这章中，一个与国王十字车站相似的地点扮演了关键的角色。车站也是这本书结尾的场景，同时也成为了哈利·波特系列最后的场景。